# Мури, Франц
Франц Му́ри (нем. Franz Muhri; 12 октября 1924, Лимберг-бай-Вис — 7 сентября 2001, Вена) — австрийский политик. Председатель Коммунистической партии Австрии.

## Биография
Мури работал на стройках и окончил вечерний курс Грацской торговой школы, впоследствии работал счётчиком заработной платы. При национал-социалистах в 1940 году вступил в группу молодых коммунистов-антифашистов, которой руководил впоследствии казнённый нацистами Рихард Цах. В 1942 году Мури призвали на службу в вермахт, он дезертировал и присоединился к группе Сопротивления.
Партийная карьера Мури началась с должности секретаря парторганизации в Дойчландсберге и Гензерндорфе. Мури в течение трёх лет обучался в Высшей партийной школе имени В. И. Ленина в Москве. В 1958 году Мури был назначен на должность секретаря партии в Штирии, в 1961 году был избран в ЦК партии и Политбюро.
В 1965 году Франц Мури сменил Иоганна Копленига на посту председателя Коммунистической партии Австрии. КПА первоначально осудила вторжение войск Варшавского договора в Чехословакию во время Пражской весны, но впоследствии поменяла свою оценку событий и присоединилась к курсу Москвы.
На XX съезде КПА в январе 1969 года Мури публично угрожал своей отставкой, чтобы предотвратить переизбрание в ЦК «еврокоммунистов», затем инициировал исключение критически настроенных партийцев, в частности Эрнста Фишера. К 1970 году Мури окончательно добился переориентации партии на позиции КПСС. В 1990 году вышел в отставку. В 1995 году опубликовал мемуары под названием Kein Ende der Geschichte («У истории нет конца»). Похоронен на кладбище при Зиммерингском крематории в Вене.

## Труды
- Stalin und wir. Globus, Wien 1991, ISBN 3-901421-51-3.
- Kein Ende der Geschichte: Erinnerungen, kritische Bilanz eines politischen Lebens, Gedanken über die Zukunft. Globus, Wien 1995, ISBN 3-85364-218-7.